# Sản phẩm cận biên của lao động
Trong kinh tế học, sản phẩm cận biên của lao động (MPL) là sự thay đổi của sản lượng đầu ra khi tăng thêm một đơn vị lao động. Đó là một đặc điểm của hàm sản xuất, và nó phụ thuộc vào lượng tư bản hữu hình và lao động sẵn có.

### Định nghĩa
Sản phẩm cận biên của một yếu tố sản xuất thường được định nghĩa là sự thay đổi của sản lượng đầu ra khi có thêm một đơn vị hoặc một lượng thay đổi nhỏ của yếu tố đó được sử dụng, các yếu tố đầu vào khác của quá trình sản xuất là không đổi.
Vì vậy sản phẩm cận biên của lao động là sự thay đổi của đầu ra (Y) trên mỗi đơn vị lao động thay đổi.
Đối với hàm sản xuất rời rạc, sản phẩm cận biên của lao động được tính bằng công thức:
{\displaystyle {\frac {\Delta Y}{\Delta L}}.}
Đối với hàm sản xuất liên tục, sản phẩm cận biên của lao động chính là đạo hàm cấp 1 của hàm sản xuất:
{\displaystyle {\frac {\partial Y}{\partial L}}.}
Về mặt hình học, sản phẩm cận biên của lao động MPLchính là độ dốc của đồ thị hàm sản xuất.

### Ví dụ
Có một nhà máy sản xuất đồ chơi. Khi không có công nhân nào thì không có đồ chơi nào được sản xuất ra. Khi có 1 công nhân trong nhà máy thì có 6 món đồ chơi được sản xuất mỗi giờ. Khi có 2 công nhân trong nhà máy sẽ có 11 món đồ chơi được sản xuất mỗi giờ. Sản phẩm cận biên của lao động là 5 khi có 2 công nhân thay vì 1. Khi sản phẩm cận biên của lao động đang tăng, người ta gọi đó là hiệu suất tăng theo quy mô. Tuy nhiên, khi số lượng lao động tăng lên, sản phẩm cận biên chưa chắc đã tăng. Khi quy mô sản xuất tiếp tục tăng, sản phẩm cận biên có thể giảm xuống khi số lượng lao động tăng lên (quy luật hiệu suất giảm dần). Đến một lúc nào đó sản phẩm cận biên sẽ là một số âm, người ta gọi đó là hiệu suất cận biên âm.